# La Petite-Rivière (Québec)
Pour les articles homonymes, voir La Petite Rivière.
La Petite-Rivière est une ancienne municipalité qui se situait dans l'actuelle agglomération de Québec, dans la région administrative de la Capitale-Nationale, au Québec, au Canada.

## Histoire
La municipalité de Petite-Rivière a été constitué le 26 mars 1902 par son détachement de la municipalité de Saint-Malo en deux entités. Une partie de son territoire se détache en 1916 pour la création de la ville de Québec-Ouest qui deviendra Vanier.
Le 10 février 1955, une modification du statut ainsi que du toponyme de cette municipalité qui devient la Ville de La Petite-Rivière. Le 21 décembre 1963, le toponyme de cette ville change, à nouveau de nom, pour devenir la Ville de Duberger. La ville annexe avec la ville de Québec, le 1er août 1970.

### Liste des maires de La Petite-Rivière
- 1902-1904 : John Jack
- 1904-? : François-Wilfrid Renaud
- 1916-1929 :Robert J. Hossack
- 1929-1945 : Joseph Julien
- 1949-1951 : Aristide Leclerc
- 1951-1958 : Roland Milot
- 1958-1964 : Raymond Blouin

#### Hommages toponymiques
- L'avenue Bélanger actuelle portait le nom d'avenue Jack entre 1930 et 1946, nommée en l'honneur de l'ancien maire de Petite-Rivière et conseiller municipal dans Québec-Ouest. La nomination eut lieu dans Québec-Ouest et l'Avenue Bélanger est toujours présente dans la ville de Québec.

- Le boulevard Central actuel portait le nom de rue Milot avant 1960 en l'honneur du maire Milot. La nomination a eu lieu dans l'ancienne municipalité de La Petite-Rivière.

- Le parc de Petite-Rivière a été nommée en l'honneur de la municipalité de La Petite-Rivière.